# Bryan Volpenhein
Bryan Daniel Volpenhein (* 18. August 1976 in Cincinnati) ist ein ehemaliger US-amerikanischer Ruderer, der Olympiasieger im Achter und dreimaliger Weltmeister war. 
Der 1,91 m große Bryan Volpenhein rückte 1998 in den US-Achter auf und gewann mit diesem Boot bei den Ruder-Weltmeisterschaften 1998 und 1999 den Titel. Bei den Olympischen Spielen 2000 konnte der US-Achter seine Siegesserie nicht fortsetzen, sondern erreichte nur den fünften Platz. In den nächsten Jahren arbeitete sich der US-Achter Jahr für Jahr zurück an die Weltspitze. Auf einen vierten Platz bei den Ruder-Weltmeisterschaften 2001 folgte 2002 die Bronzemedaille und 2003 Silber. Bei der Olympiaregatta 2004 erkämpfte der US-Achter die Goldmedaille, die erste Goldmedaille für den US-Achter seit 1964. 
Bei den Ruder-Weltmeisterschaften 2005 trat Volpenhein in zwei Bootsklassen an, er gewann den Titel mit dem Achter und belegte im Vierer ohne Steuermann den fünften Platz. Nach einer Pause 2006, ruderte Volpenhein mit dem ungesteuerten Vierer auf den achten Platz bei den Ruder-Weltmeisterschaften 2007. Bei den Olympischen Spielen 2008 saß Volpenhein noch einmal im US-Achter und gewann die Bronzemedaille. Nach dem Gewinn von zwei olympischen Medaillen und fünf Weltmeisterschaftsmedaillen beendete Volpenhein 2008 seine Ruderkarriere.